# Andronicos de Rhodes
Pour les articles homonymes, voir Andronic et Andronicus.
Andronicos de Rhodes fut un philosophe péripatéticien du Ier siècle av. J.-C., natif de Rhodes. Il aurait été le dernier scholarque (recteur) du Lycée, de 58 à 47 av. J.-C., et l’éditeur probable des œuvres d’Aristote, attribution sujette à caution. On lui attribue un traité Sur les passions, édité par A. Gilbert-Thirry en 1977 : De passionibus.

## Ouvrages et authenticité
Après le temps d’Andronicos de Rhodes, quelques commentateurs, dont Nicolas de Damas, semblent avoir composé une Θεωρία τοῦ Ἀριστοτέλους μετὰ τὰ Φυσικά / Theoria tou Aristotelous meta ta physika, titre qui fait apparaître l'expression qui allait devenir le nom du texte d'Aristote : Μετὰ τὰ Φυσικά / Meta ta physika.  Aucune référence à la Métaphysique n’est connue entre le temps de Théophraste et le Ier siècle ; Cicéron ne parle jamais de cet ouvrage. On a attribué ce titre à Andronicos de Rhodes, mais on le trouve dans un fragment de Théophraste sur la philosophie première. Andronicos rédigea un traité sur l’Âme, dans lequel il indiquait que la substance de l’âme n’était que la faculté (ou le tempérament) du corps. Selon Strabon et Plutarque, Andronicos de Rhodes aurait publié vers 60 av. J.-C. la première édition des écrits dits « ésotériques » (c’est-à-dire réservés aux disciples avancés) d'Aristote et de Théophraste, dont les originaux auraient juste été retrouvés par Apellicon, transférés à Rome sur ordre de Sylla et répertoriés par Tyrannion. Une hypothèse veut que ce soit Andronicos de Rhodes qui ait instauré cette légende afin d'insister sur le caractère inédit de ses publications. En étudiant d'autres philosophes (les mégariques, les épicuriens et les stoïciens), on peut remarquer que leur connaissance d'Aristote implique qu'ils devaient connaître ces textes ésotériques avant leur publication par Andronicos de Rhodes.